# Red fraction
『Red fraction』（レッド フラクション）は、MELLのメジャーデビューシングル。
I've最古参の歌姫として活動していたMELLのメジャーデビュー曲。全編英語詞で歌われる曲であり、作詞はMELL自身が手掛けている。ジェネオンエンタテインメントより通常盤と初回限定盤の2種類を2006年6月14日にリリース。初回限定盤には「Red fraction」のプロモーションビデオとメイキング映像を収録したDVDが同梱された。品番は初回限定盤がGNCA-0032、通常盤がGNCA-0033。

## 収録曲
1. Red fraction [3:42]
作詞：MELL／作曲・編曲：高瀬一矢
  - メ〜テレ・独立UHF局系テレビアニメ『BLACK LAGOON』オープニングテーマ
2. Red fraction（instrumental） [3:42]
3. Red fraction（G.M.S. remix） [6:03]

## カバー
- Florence - アルバム『EXIT TRANCE PRESENTS SPEED アニメトランス BEST3』に収録（2008年3月5日発売）。編曲：Iconによるリミックス版。
- 黒崎真音 - 2014年4月27日に幕張メッセ国際展示場にて開催された『ニコニコ超会議3 超音楽祭2014』で歌唱。
- 川田まみ - 2014年11月22日に横浜アリーナにて開催された『ANIMAX MUSIX 2014 YOKOHAMA』で歌唱。
- IKU - 2015年3月15日に東京ドームシティホールにて開催された『IVE RADICAL ENSEMBLE OF 15th ANNIVERSARY』で歌唱。
- Roselia［湊友希那 (相羽あいな)］ - ゲーム『バンドリ! ガールズバンドパーティ!』に収録（2017年9月25日追加）[2]。編曲：都丸椋太によるアレンジ版。
- Outer - 1stフルアルバム『Rebellious Easter』にリミックス版「Red fraction -Transcendence mix-」として収録（2021年6月23日発売）。編曲：中沢伴行。
- Abyssmare - ゲーム『D4DJ Groovy Mix』に収録（2023年3月4日追加）[3]。編曲：D&H(PURPLE NIGHT)によるリミックス版。